# Robert (Gitte)
Der Robert ist ein gut elf Kilometer langer Bach in der französischen Region Grand Est, der im Département Vosges verläuft. Er ist ein rechter und östlicher Zufluss der Gitte.

## Geographie

### Verlauf
Der Robert entspringt im Gemeindegebiet von Circourt im Hangwald südlich des Ortes unweit der aus Richtung Hennecourt ins Tal eintretenden und ihn auf ganzer Länge begleitenden Straße an einem Hügel aus der Mineralquelle Source minérale des Saumeurs.
Er fließt in einem weit nach Norden ausholenden Bogen mit nördlichstem Punkt etwa bei Vaubexy insgesamt nach Westen. Nach wenig über 11 Kilometern durch sein bald schon offenes, von Wäldern auf den Randhügeln begleitetes Tal mündet er schließlich im Gemeindegebiet von Racécourt kurz vor dem Ort von rechts und zuletzt Nordosten in die untere Gitte.
Der 11,17 km lange Lauf des Robert endet ungefähr 67 Höhenmeter unterhalb seiner Quelle, er hat somit ein mittleres Sohlgefälle von etwa 6 ‰.

### Einzugsgebiet
Das 42,7 km² große Einzugsgebiet des Robert wird durch ihn über die Gitte, den Madon, die Mosel und den Rhein zur Nordsee entwässert.
Es besteht zu 69,82 % aus landwirtschaftlichem Gebiet, zu 27,49 % aus Waldflächen und zu 2,51 % aus bebauten Flächen.

### Zuflüsse
Direkte Zuflüsse vom Ursprung zur Mündung. Auswahl.
- Ruisseau des Prés de Virine (Ruisseau des Aulnes) (rechts, kurz vor Circourt), 1,4 km
- Ruisseau du Bas du Fond (links, nach Circourt), 1,2 km
- Le Rupt de Vau (rechts, vor Derbamont), 2,4 km
- Ruisseau de la Cornée de Regney (rechts, bei Derbamont). 2,0 km[7]
- Ruisseau des Censaux (links, bei Derbamont). 1,5 km[7]
- Ruisseau du Bois Gerard (rechts, nach Derbamont), 2,7 km
- Ruisseau de Bouelle (rechts, vor Vaubexy), 2,1 km
- Ruisseau des Curtilles (Ruisseau de la Tuilerie) (links, gegenüber Vaubexy), 2,8 km
- Ruisseau de Gerard Champ (rechts, durch Vaubexy), 2,5 km
- Ruisseau de Javoisot (rechts, nach Vaubexy ), 2,9 km
- Ruisseau de Cherpegnotte oder Ruisseau de la Tripe de lièvre (rechts), 1,9 km
- Ruisseau de Bobillon (rechts), 1,5 km
- Ruisseau de Montaunot (links, von Bazegney her), 3,3 km

### Orte am Fluss
- Circourt
- Derbamont
- Vaubexy
- Racécourt